# Мартинс, Жоэл Антонио
Жоэл Антонио Мартинс (порт.-браз. Joel Antônio Martins; 23 ноября 1931, Рио-де-Жанейро — 31 декабря 2002, Рио-де-Жанейро) — бразильский футболист, чемпион мира 1958 года. Играл на позиции правого полузащитника и нападающего. На чемпионате мира 1958 года, играл в двух первых матчах, затем был вытеснен из состава Гарринчей.

## Карьера
Жоэл Антонио Мартинс родился в районе Катете в Рио-де-Жанейро. Он начал карьеру, играя за команду школы Санту-Антониу Марии Захариас. В 1948 году он подписал контракт с клубом «Ботафого». Там, играя на правом краю нападения, Жоэл провёл два сезона, сыграв в 20 матчах. В конце 1950 года форвард проводил очень долгие переговоры с «Ботафого» по поводу продления контракта. Тогда же на него вышли представители клуба «Фламенго», которые предложили футболисту выступать за их команду. «Ботафого» был крайне против того, чтобы Жоэл, у которого к тому моменту уже закончился контракт, уходил. Клуб даже пригрозил «Менго», что полностью разорвёт любые контакты, если сделка состоится. В результате «Рубру-Негрус», чтобы не создавать конфликтную ситуацию и в знак доброй воли, заплатили «Ботафого» за Жоэла 100 тыс. крузейро, хотя имели полное право не делать этого. В составе «Фламенго» игрок дебютировал 14 октября 1951 года в матче с «Флуминенсе», в котором его команда уступила 0:1. 18 ноября того же года Жоэл забил первый мяч за «Фламенго», поразив ворота «Канто-до-Рио». С приходом во «Фламенго» в 1953 году Эваристо у клуба образовалась великолепная линия нападения, состоявшая из Эваристо, Жоэла, Индио, Марио Загалло и Рубенса. Это нападение прозвали «Ролу Компрессор», и оно помогло команде выиграть три подряд чемпионата штата Рио-де-Жанейро. В решающей игре первенства 1954 года Жоэл принял самое непосредственное участие, отдав два голевых паса. «Компрессор» также поучаствовали в самом крупном «разгроме» в истории Мараканы: со счётом 12:2 была побежден «Сан-Кристован» (Жоэл забил последний во встрече гол).
После чемпионата мира форвард уехал в испанскую «Валенсию». Он дебютировал в составе клуба 26 октября в матче с «Севильей» и уже на 12-й минуте встречи забил гол, ставший единственным во встрече. Жоэл составил в клубе линию нападения вместе с другим бразильцем, Валтером Марсиано, который пришёл на год раньше, натурализованным бразильцем Хуаном Рамосом Мачадо, парагвайцем Раулем Авейро и уругвайцем Эктором Нуньесом. Во всех трёх Жоэла сезонах клуб не добивался серьёзных успехов; самым большим достижением «Валенсии» в тот период стало 4-е место. Сам бразилец провёл в команде 578 матчей и забил 16 голов. В 1961 году Жоэл возвратился во «Фламенго». В первый же год в клубе он помог выиграть первый в истории клуба турнир Рио-Сан-Паулу. Но на следующий год в клуб пришёл тренер Флавио Коста, у которого не сложились отношения с Жоэлом. Дошло до того, что Коста прямо по пути высадил игрока из клубного автобуса, направлявшегося на решающий матч чемпионата штата с «Ботафого». В результате нападающий на стадионе не появился, а клуб проиграл 0:3. 28 мая 1963 года Жоэл провёл последний свой матч за «Рубру-Негрус». В нём клуб сыграл нулевую ничью с клубом СКА (Ростов-на-Дону) во время турне по СССР. Всего за клуб игрок провёл 414 матчей (247 побед, 81 ничья и 86 поражений) в которых забил 116 голов. В 1963 году он перешёл в клуб «Витория» из Салвадора, где год спустя завершил карьеру. Бывший игрок возвратился во «Фламенго», где долгие года тренировал молодёжные составы команды. Среди воспитанных им футболистов были Зико, Леандро, Жуниор, Мозер и другие.
В составе сборной Бразилии Жоэл дебютировал 13 марта 1957 года на чемпионате Южной Америки против Чили (4:2). Во второй игре того же турнира, 21 марта, он забил первый мяч за национальную команду, поразив ворота Эквадора. На турнире игрок провёл все 6 матчей, а Бразилия заняла второе место. Годом позже Жоэл помог своей команде победить на Кубке Освалдо Круза, где сыграл обе встречи. Месяц спустя форвард был призван в национальную сборную для поездки на чемпионат мира 1958 года. Перед турниром Жоэл считался твёрдым игроком стартового состава, выиграв конкуренцию у Гарринчи. Он сыграл в первых двух матчах турнира с Австрией и Англией. Третью встречу Бразилия должна была проводить против команды Советского Союза. По одной из версий, накануне игры лидеры сборной, Нилтон Сантос, Диди и Беллини, а также президент Конфедерации футбола Бразилии Жоао Авеланж подошли к главному тренеру Висенте Феоле и настояли, чтобы тот заменил Жоэла на Гарринчу, а другого форварда, Маццолу, на Пеле. Позже участники эпизода эту версию опровергли, однако на матч со сборной СССР Бразилия действительно вышла с Гарринчей и Пеле вместо Маццолы и Жоэла. Больше на турнире, в котором бразильцы выиграли золотые медали, Жоэл на поле не выходил. Более того, в состав сборной он вернулся только в 1961 году после возвращения из Европы, когда вышел в товарищеской игре с Парагваем, где забил один из голов (3:2). Этот матч стал последним для Жоэла в футболке сборной Бразилии, в которой он провёл 14 матчей, а также одну неофициальную встречу, и забил 3 гола.
В конце жизни Жоэл страдал от желудочно-кишечных заболеваний. Он умер в ночь с 31 декабря на 1 января 2003 года от острой респираторной недостаточности и был похоронен на кладбище Сан-Жуан-Батиста в районе Ботафого в Рио-де-Жанейро.

## Достижения
- Чемпион штата Рио-де-Жанейро: 1953, 1954, 1955
- Чемпион мира: 1958
- Обладатель Кубка Освалдо Круза: 1958
- Чемпион турнира Рио-Сан-Паулу: 1961